# Fantasy Zone
Fantasy Zone (ファンタジーゾーン?, Fantajī Zōn) è un videogioco arcade del 1986 sviluppato e pubblicato da SEGA per Sega System 16. Convertito per numerose piattaforme tra cui Nintendo Entertainment System, TurboGrafx-16 e Sega Master System, il gioco è incluso nelle raccolte Sega Mega Drive Ultimate Collection e Sega 3D Classics Collection e distribuito per Wii tramite Virtual Console.

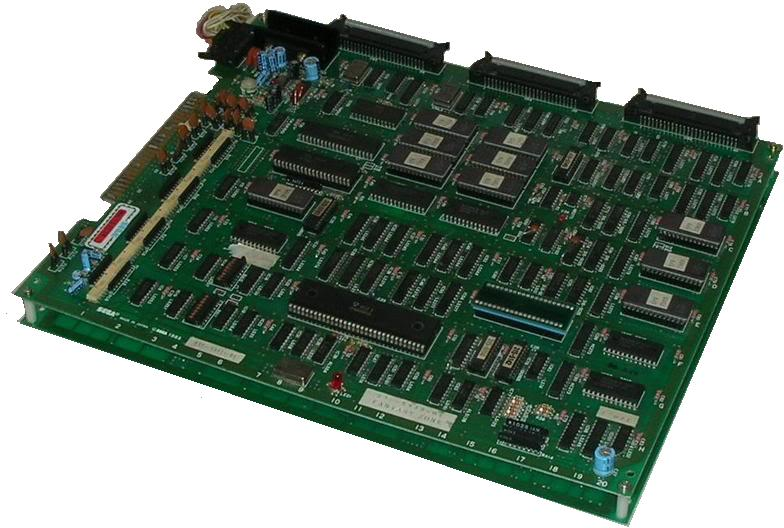
PCB di Fantasy Zone

Il protagonista del gioco, Opa-Opa, è uno dei personaggi dell'anime Zillion e fa alcuni cameo in altri titoli SEGA tra cui Alex Kidd: The Lost Stars, Sonic Riders e Sonic & SEGA All-Stars Racing.